# Bethany, Oregon
Bethany är en ort i Washington County i delstaten Oregon, USA.